# اچ‌ام‌اس سایکلاپس (اف۳۱)
اچ‌ام‌اس سایکلاپس (اف۳۱) (به انگلیسی: HMS Cyclops (F31)) یک کشتی بود که طول آن ۱۴۵٫۱ متر (۴۷۶ فوت ۱ اینچ) بود. این کشتی  در سال ۱۹۰۵ ساخته شد.